# D.B.V. Arriba
Drienerlose Basketbal Vereniging Arriba is een studentenvereniging voor basketbal, opgericht op 3 oktober 1964. De vereniging is gevestigd op de campus van de Universiteit Twente. D.B.V. Arriba heeft momenteel meer dan 100 leden en beide Dames 1 en Heren 1 komen uit in de 2e divisie. Arriba bestaat momenteel uit 3 herenteams, 2 damesteams en een gemixt team voor recreatieve spelers.

## Locatie
Er wordt getraind en gespeeld in het Sportcentrum op de campus van de Universiteit Twente. Daarnaast zijn er op de campus ook een aantal buitenvelden te vinden, die soms ook door de vereniging worden gebruikt.